# Eddie Kirk
Eddie Kirk (Louisiana, 21 maart 1919 - 27 juni 1997) was een Amerikaanse country-muzikant.

## Carrière
Eddie Kirk was afkomstig uit Louisiana en had zijn eerste radio-optreden in 1929 bij KFKA in Greeley. Later verhuisde hij naar Californië en vestigde zich tijdens de jaren 1940 als een vaste grootheid in het Californische muziekcircuit. In het levendige en grote circuit rondom Los Angeles vond hij snel engagementen en tekende hij een platencontract bij Capitol Records, het leidende label aan de westkust. Aan het eind van de jaren 1940 bereikten de songs Candy Kisses en The Gods Were Angry With Me de Billboard-countryhitlijst. Op zijn opnamen werd Kirk begeleid door de beste studiomuzikanten van het circuit, waaronder Speedy West (steelgitaar), Jimmy Bryant (e-gitaar), Harold Hensley (fiddle) en Billy Liebert (accordeon).
Alhoewel Kirk in de platenbusiness slechts matig succesvol was, was hij bij radio en televisie des te populairder. Via KEEN (San José), KFI (Los Angeles) en KXLA (Pasadena) was hij regelmatig te horen op de radio, bovendien was hij lid van de Hometown Jamboree. Vanaf het begin van de jaren 1950 stond hij op het podium van de Town Hall Party, die vanuit Compton door de radio en later ook door de televisie werd uitgezonden. Hij leidde tevens de huisband van de show. In 1953 werd hij, na een conflict met het management, vervangen door Slim Dossey. Vanaf 1956 was Kirk te zien in een aanzienlijk kleinere countryshow, de California Hayride. Kirk is ook te zien op de video's Too Much Sugar For A Dime, Sweet Temptation en Petticoat Fever (1951) achter Merle Travis.

## Overlijden
Eddie Kirk overleed op 27 juni 1997 op 78-jarige leeftijd.

## Discografie

### Singles
Capitol Records
- 1947:	Judy / Memories Are My Souvenirs
- 1948:	Sad and Blue / Those Dark Clouds Don't Bother Me
- 1948:	What's Another Heart to You / A Petal from a Faded Rose
- 1948:	Born to Lose / How Do You Mend a Broken Heart?
- 1948:	Tomorrow the Sun Will Shine Again / A Little White House (With You Inside)
- 1948:	The Gods Were Angry with Me / You Little Sweet Little You (A-kant met Tex Ritter)
- 1948:	No Tears Tomorrow / You Drove Me to Another's Arms
- 1949:	I've Lived a Lifetime for You / When My Castles Tumblung Down
- 1949:	Candy Kisses / Save the Next Waltz for Me
- 1949:	You Can't Pick a Rose in December / Promise Me
- 1949:	I'd Rather Hear Most Everything / I Wouldn't Take a Million
- 1949:	Blues Stay Away from Me / Philosophy (met Merle Travis & Tennessee Ernie Ford)
- 1949:	Dear Heart and Gentle People / Careless Kisses
- 1950:	Year of City Living / Away Out on the Mountain
- 1950:	The Two Years We Were Married / Unfaithful One
- 1950:	Four Hearts / Saturday Night Time Blues
- 1950:	An Armful of Great Heartaches / Sugar Baby
- 1950:	Puppy Love / Somebody's Crying
- 1950:	Blue Bonnet Blues / In the Shambles of My Heart
- 1951:	My Love for You Rolls On Like the World / Solitary Blues
- 1951:	Honey Costs Money / Sowing Teardrops
- 1951:	Drifting Texas Sand / Alone
- 1951:	Freight Train Breakdown / I'll Save My Heart for You

RCA Victor
- 1952:	Down South / I've Turned a Gadabout
- 1952:	Stop Your Gamblin' / There's a Blue Sky Way Out Yonder
- 1953:	Hit and Run Lover / Five Star President
- 1953:	Wanderin' Eyes / Country Ways
- 1953:	Caribbean / As God Is My Witness

### Niet gepubliceerd
Capitol Records
- 1947: How Do You Mend a Broken Heart (alt. Version)
- 1947: I Made a Mistake
- 1947: I Remember That I Love You
- 1947: Without Your Love (Why I Was Born)
- 1947: A Year and a Day
- 1947: Take Me Back
- 1947: Please Don't Cry Over Me
- 1947: In Your Lovely Veil of White
- 1948: Candy Kisses (alt. Version)
- 1948: The Two Years We Were Married (alt. Version)
- 1949: I Wish I Had Died in My Cradle
- 1950: End of Desire
- 1950: Please Don't Cry Over Me (Version 2)
- 1950: Woman Trouble Blues

- Gemeinsame Normdatei: 1146362293
- International Standard Name Identifier: 0000 0000 7229 0335
- Library of Congress Control Number: no2009161076
- MusicBrainz: b89cd1cf-98ec-4199-8e71-9ce7073922fc
- Virtual International Authority File: 101497940
- WorldCat: E39PBJg8JtRMpgfVhdp8qbdxXd